# 阿坎亞魯河
2°04′30″S 30°01′08″E / 2.07504°S 30.018929°E

阿坎亞魯河是東部非洲的河流，流經布隆迪和盧旺達，屬於尼亞巴隆哥河的支流，流域面積2,650平方公里，該河沼澤區有超過54種鳥類棲息。